# 1000mods
1000mods est un groupe grec de stoner rock, originaire de Chiliomódi.

## Histoire
1000mods est formé en 2006 à Chiliomódi. Le nom du groupe est directement lié au village qui les a vus naitre. « Mille » se prononce « chillia » en grec ; il fallait alors un petit jeu de mots pour sortir Chiliomodi.
En 2011, Billy Anderson part en Grèce pour produire les albums de certains groupes et 1000mods a pu sortir son premier album Super Van Vacation dans lequel on trouve Vidage, morceau porte-étendard du groupe. Enchainant, tournée après tournée, le groupe s'est, petit à petit, fait une place sur la scène stoner. En mai 2014, le groupe sort son second album intitulé Vultures, et il s'ensuit une tournée européenne pour la promotion,.
Le groupe sort son troisième album Repeated Exposure to... en septembre 2016 au label Ouga Booga and the Mighty Oug Recordings. L'album est produit et mixé par 1000mods et George Leodis en été 2015, avec l'ingénieur-son Leodis au Wreck It Sound Studios de Korinthos, en Grèce. L'album est masterisé par Brad Boatright (Sleep, Toxic Holocaust, Nails) aux Audiosiege Studios, à Portland, dans l'Oregon. Repeated Exposure to… est un mélange des mouvements heavy rock des années 1970 et 1990. En novembre 2016, le groupe est annoncé pour le Desertfest 2017, aux côtés de Turbonegro, Black Spiders et Candlemass. En janvier 2017, 1000mods confirme le lancement d'une nouvelle tournée européenne, avec déjà deux dates de confirmées en France : le 25 avril à Colmar et le 27 avril à Paris.
En juin 2018, le groupe est à l'affiche du festival Hellfest à Clisson.
Du 31 août au 1er septembre 2018, le groupe est à l'affiche du festival Blackbass à Braud-et-Saint-Louis.

## Style musical
Leur style musical du stoner doom est inspiré, entre autres, par Black Sabbath, Colour Haze, Kyuss et MC5. Le style musical du groupe comprend également des éléments de heavy metal.